# Amblymelanoplia rustenvredensis
Amblymelanoplia rustenvredensis är en skalbaggsart som beskrevs av Dombrow 2002. Amblymelanoplia rustenvredensis ingår i släktet Amblymelanoplia och familjen Melolonthidae. Inga underarter finns listade i Catalogue of Life.